# Ла-Курон (кантон)
Ла-Куро́н (фр. La Couronne) — кантон во Франции, находится в регионе Пуату — Шаранта, департамент Шаранта. Входит в состав округа Ангулем.
Код INSEE кантона — 1630. Всего в кантон Ла-Курон входят 7 коммун, из них главной коммуной является Ла-Курон.
Население кантона на 2007 год составляло 23 570 человек.
Коммуны кантона:
- Вёй-э-Жиже
- Ла-Курон
- Нерсак
- Пюимуайен
- Рулле-Сент-Эстеф
- Сен-Мишель
- Флеак